# Studie syfilidy v Tuskegee

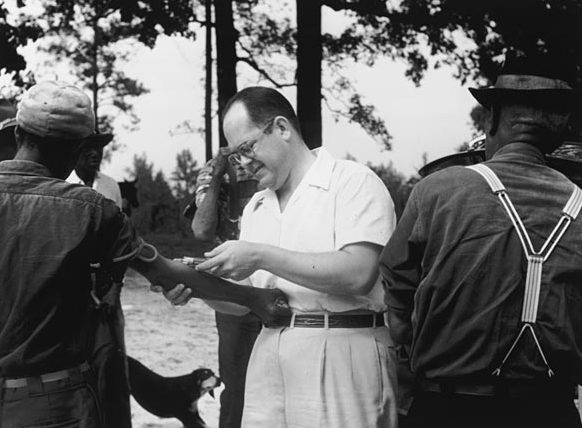
lékař při odběru krve kvůli studii

Studie syfilidy v Tuskegee byla klinická studie oficiálně známá jako „the U.S. Public Health Service Syphilis Study at Tuskegee“, organizovaná v letech 1932 až 1972 Službou veřejného zdravotnictví Spojených států ve spolupráci s Univerzitou v Tuskegee, Alabama. Tato nechvalně známá studie zkoumala přirozený průběh neléčené syfilidy.
Experiment se týkal 600 Afroameričanů, z nichž 399 mělo latentní stádium příjice, zbylých 201 zdravých sloužilo jako kontrolní vzorek. Studie, která začala v roce 1928, měla zpočátku za cíl sledovat vývoj nemoci po dobu 6 měsíců, a následně poskytnout pacientům zdravotní péči pomocí soudobých léčebných metod. Potom, co výzkum přišel o financování, již nebyla pacientům poskytována žádná léčba. Účastníkům bylo řečeno, že jsou léčeni z důvodu „špatné krve“  a za zapojení ve studii jim byla přislíbena léčba, jídlo v místech testování a pojištění pohřbu.
I přes to, že se od roku 1947 začal penicilin používat jako standardní způsob léčby syfilidy, tato informace byla účastníkům zatajována , případně jim bylo podáváno placebo. Účast na experimentu byla účastníkům prezentována jako speciální bezplatná zdravotní péče, kterou by si jinak nemohli, jakožto chudí zemědělci z Macon County, dovolit.
Během experimentu zemřelo 128 mužů v přímém důsledku onemocnění syfilis, nebo s ní spojených komplikací. Také jejich ženy a děti byly tomuto nebezpečí vystaveny.
Studie byla eticky problematická od samého počátku, po 2. světové válce navíc došlo ke změnám v mezinárodním právu, týkajícím se experimentů na lidech. Legitimnost Tuskegee experimentu však tehdy nebyla přezkoumávána a zpochybněna byla až v roce 1965 Irwinem Schatzem.
V roce 1972 se tento experiment objevil na titulní straně New York Times a vzbudil zájem veřejnosti. Následně byl jmenován výbor pro veřejné studie, který studii shledal neoprávněnou a ukončil. Účastníkům a jejich potomkům vláda zajistila léčbu a vyplatila odškodné. V roce 1974 pak Kongres schválil zákon upravující podmínky výzkumu. Od té doby jsou pro výzkumy vyžadovány informované souhlasy, sdělení diagnózy pacientům a průběžné informování o výsledcích.
V květnu roku 1997 se prezident Bill Clinton formálně omluvil obětem experimentu a uspořádal ceremoniál v Bílém domě pro přeživší účastníky. Pouze čtyři muži, kteří se účastnili původní studie, dorazili do Bílého domu se svými manželkami a dětmi vyslechnout si prezidentovu omluvu: Herman Shaw (v té době mu bylo 94 let), Carter Howard (93), Charlie Pollard (91) a Fred Simmons (100).
Za autora studie se považuje Taliaferro Clark, kromě něj se na studii podílela také řada lékařů z Venereal Disease Clinic v Hot Springs, včetně několika Afroameričanů. Klíčovou postavou pro výzkum byla také afroamerická zdravotní sestra Eunice Rivers, která byla pojítkem mezi lékaři řídící výzkum a afroamerickou komunitou, z níž pacienti pocházeli.